# Intent de cop d'estat a Vietnam del Sud de 1960
L'11 de novembre, de 1960, es va dur a terme un intent de cop fracassat contra el President Ngo Dinh Diem del Vietnam del Sud. Els promotors de la revolta van ser el tinent coronel Vuong Van Dong i el coronel Nguyen Chanh Thi de la Divisió Aerotransportada de l'Exèrcit de la República del Vietnam (ERVN).
Els rebels llançaren el cop en resposta al govern autocràtic de Diem i la influència política negativa del seu germà Ngo Dinh Nhu i la seva cunyada Madame Ngo Dinh Nhu. També lamentaven la politització dels militars, per la qual cosa els lleialistes del règim que eren membres de la família furtiva de Ngo, el Partit Can Lao, eren immediatament promoguts davant d'oficials més competents que no pertanyien al cercle intern. A Dong li donava suport en la conspiració el seu cunyat i tinent-coronel Nguyen Trieu Hong, l'oncle del qual era un oficial prominent en un partit menor de l'oposició. L'enllaç principal del cop era Thi, l'oficial comandant de Dong, que el va persuadir per unir-se al complot.
El cop va agafar la família Ngo completament desprevinguda, però també fou caòticament executat. Els conspiradors s'oblidaren de segellar les carreteres que porten a la capital Saigon per aïllar-la dels reforços dels lleialistes, i dubtaven després de guanyar la iniciativa. Després de ser inicialment ser atrapat dins del Palau de la Reunificació, Diem va aturar el cop mitjançant negociacions i prometent prometedores, com ara la inclusió d'oficials de l'exèrcit en l'administració. Mentrestant els polítics de l'oposició s'uniren a la lluita, intentant explotar la posició de Diem. Tanmateix, el propòsit genuí del president era comprar temps perquè les forces dels lleialistes entressin a la capital i l'ajudessin. El cop va fallar quan la 5a i 7a divisions de l'ARVN van entrar a Saigon i van derrotar els rebels. Més de quatre-centes persones -molts dels quals eren simples civils espectadors - van ser morts en la subsegüent batalla. Entre aquestes morts s'hi incloïen un grup de civils anti-Diem que van carregar a través dels murs del palau a instàncies de Thi i foren reduïts per tiradors lleialistes.
Dong i Thi fugiren a Cambodja, mentre que Diem renyava els Estats Units per una percebuda manca de suport durant la crisi. Després, Diem va ordenar un seguit unes mesures enèrgiques com ara empresonar nombrosos crítics antigovern i anteriors ministres. Aquells que ajudaven Diem es promovien puntualment, mentre aquells que no ho feien eren degradats. Es va celebrar un judici per a aquells que estaven implicats en el complot el 1963. Set oficials i dos civils van ser condemnats a mort in absentia, mentre que es van empresonar 14 oficials i 34 civils. El règim de Diem també acusava els americans d'enviar membres de l'CIA per donar suport al fallit complot. Quan Diem va ser assassinat, després d'un cop d'Estat, el 1963, aquells que van ser empresonats per la revolta de 1960 van ser alliberats per la nova junta militar.

## Rerefons
La rebel·lió era conduïda pel tinent-coronel de 28 anys Vuong Van Dong, un vietnamita del nord que havia lluitat amb les forces de la Unió francesa contra el Viet Minh durant la Guerra d'Indoxina. Més tard va ser entrenat a Fort Leavenworth als Estats Units, Dong era mirat per assessors militars americans com un estrateg brillant i la promesa militar més brillant de la seva generació i servia en la Divisió Aerotransportada. Retornat al Vietnam, Dong es va sentir incòmode amb la forma de govern arbitrària de Diem i la seva constant intrusió en els afers interns de l'exèrcit. Diem promovia oficials més per lleialtat que per habilitat, i enfrontava els oficials superiors l'un contra l'altre per debilitar el lideratge militar i impedir-los així desafiar el seu poder. Anys després del cop, Dong afirmava que el seu únic objectiu era forçar Diem a millorar el govern del país. A Dong li donava clandestinament suport el seu cunyat, el tinent-coronel Nguyen Trieu Hong, director d'instrucció a l'Escola d'Estat Major Conjunta, i l'oncle de Hong Hoang Co Thuy. Thuy era un ric advocat de Saigon, i havia estat un activista polític des de la Segona Guerra Mundial. Era el Secretari General del partit del partit opositor de la minoria, anomenat el Moviment de la Lluita per la Llibertat, que tenia una petita presència en la decorativa Assemblea Nacional.
Bona part dels oficials de l'Exèrcit de la República del Vietnam (ERVN) eren membres d'uns altres grups nacionalistes anticomunistes que s'oposaven a Diem, com ara el Dai Viet Quoc Dan Dang (Partit Nacionalista del Vietnam superior) i el Viet Nam Quoc Dan Dang (VNQDD Partit Nacionalista Vietnamita), que funcionaven des d'abans de la Segona Guerra Mundial. El VNQDD havia dirigit una acadèmia militar en Yunnan prop de la frontera xinesa amb l'ajut dels seus homòlegs xinesos nacionalistes, el Kuomintang. Diem i la seva família havien esclafat tots els nacionalistes anticomunistes alternatius, i la seva politització de l'exèrcit havia alienat els militars. Els apoderats es promovien sobre la base de fidelitat política més que per la seva competència, la qual cosa significava que a molts experimentats oficials del VNGDD i Dai Viet se'ls negaven aquestes promocions. Sentien que oficials políticament importats, que s'havien unit al Partit Can Lao de Diem, usat per controlar la societat sud-vietnamita, eren premiats amb la promoció més que aquells més capaços.
Els plans pel cop s'havien desenvolupat durant un any, amb el reclutament per part de Dong d'oficials descontents. Això incloïa el seu comandant, el coronel Nguyen Chanh Thi. El 1955, Thi havia lluitat per Diem en contra del crim organitzat de Binh Xuyen en la batalla per Saigon. Aquesta actuació va impressionar tant Diem—;un solter empedreït—; que posteriorment es referia a Thi com "el meu fill". Tanmateix, els americans que treballava amb Thi s'impressionaren menys. La CIA descrivia Thi com "un oportunista i un home mancat de fortes conviccions". Un assessor militar nord-americà descrivia Thi com "dur, desaprensiu, i agosarat, però estúpid".
Uns quants mesos abans del cop, Dong s'havia reunit amb el germà de Diem i assessor Ngo Dinh Nhu, àmpliament considerat com el cervell del règim, per demanar-li reformes i la despolitització de l'exèrcit. Dong deia que la reunió va anar bé i estava esperançat que Nhu introduiria canvis. Tanmateix, unes quantes setmanes més tard, Dong i els seus col·laboradors eren transferits a diferents comandaments i físicament foren separats. Com que temien que Diem i Nhu estiguessin intentant desequilibrar els seus plans, acceleraren el seu treball de planificació, i decidiren avançar-lo al 6 d'octubre. Tanmateix, aleshores s'estaven preparant per a una batalla contra els comunistes prop de Kontum a Tay Nguyen, la qual cosa els obligà a ajornar l'operació.
El cop s'organitzà amb l'ajuda d'alguns membres del VNQDD i del Dai Viet, a més de civils i altres oficials. Dong s'assegurà la cooperació d'un regiment blindat, una unitat de la marina i tres batallons de paracaigudistes. L'operació es va planificar per dur-se a terme l'11 de novembre a les 05:00. Tanmateix, els soldats aerotransportats no eren conscients del que els seus oficials estaven tramant. Se'ls deia que s'estaven dirigint al camp per atacar el Vietcong. Una vegada que eren en camí, els oficials afirmaren que la guàrdia presidencial, la qual se suposava que havia de vigilar el palau presidencial, s'havia amotinat contra Diem.

## Cop
Segons Stanley Karnow, que va guanyar el Pulitzer amb el llibre Vietnam: Una Història, el cop es va executar ineficaçment; encara que els rebels capturaren l'oficina central de l'Estat Major Conjunt a la base aèria de Tan Son Nhut, fracassaren a seguir la tàctica de manual de bloquejar les carreteres que porten a Saigon. També fracassaren a desconnectar línies de telèfon al palau, la qual cosa permeté a Diem de demanar l'ajut d'unitats lleials.
Els paracaigudistes davallaren per la via principal de Saigon cap al Palau de la Independència. Al principi, les forces encerclaven el complex sense atacar, perquè creien que Diem compliria les seves demandes. Dong intentava trucar l'ambaixador dels Estats Units Elbridge Durbrow perquè pressionés Diem. Durbrow, encara que era un crític persistent de Diem, va mantenir la posició del seu govern de donar suport a Diem, manifestant "Que donem suport a aquest govern fins que falli". A la majoria dels soldats rebels se'ls havia dit que estaven atacant per salvar Diem d'un motí de la Guàrdia Presidencial. Només un o dos oficials en qualsevol unitat de rebels sabien la veritable situació.
Una paret alta, una tanca i uns quants llocs de vigilància envoltaven el recinte del Palau. Els paracaigudistes sediciosos baixaren dels seus vehicles de transport i es traslladaren a les seves posicions per a un atac contra la porta principal. Alguns corrien endavant i altres escombraven amb foc d'arma automàtica la part de davant del Palau, esmicolant la majoria de les finestres i foradant les parets. Diem va estar a punt de ser mort amb els primers trets. Una metralladora rebel va disparar a la finestra del dormitori de Diem des de l'adjacent Palau de Justícia i va penetrar al seu llit, però el president tot just havia sortit escassos minuts abans.
El primer assalt dels paracaigudistes al palau es trobà amb una resistència sorprenent. S'estima que hi havia entre 30 i 60 membres de la Guàrdia Presidencial entre els rebels i Diem, però aconseguien repel·lir l'empenta inicial i matar set rebels que intentaven escalar les parets del palau i córrer a través de la gespa. Els rebels acordonaven el palau i mantenien el foc. Portaren més reforços i reprengueren l'atac a les 7:30, però la Guàrdia Presidencial continuava resistint. Mitja hora més tard, els rebels portaren cinc vehicles blindats i atacaren per tot el perímetre del palau. Dispararen als llocs de vigilància del perímetre i llançaren foc de morter contra els jardins del palau. Tanmateix, el tiroteig havia cessat a les 10:30. Mentrestant, els rebels havien capturat les oficines de la policia nacional, Radio Saigon i les casernes de la Guàrdia Presidencial. També havien posat la majoria dels generals que hi havia a Saigon sota arrest domiciliari, la qual cosa significava que els salvadors de Diem haurien de venir de fora de Saigon. Tanmateix, els rebels també patiren un contratemps quan Hong fou mort durant la batalla per l'oficina central de policia. Es trobava assegut al seu jeep, darrere la línia del front, quan una bala perduda el tocà.
Diem caminava pel celler, reunint-se amb el seu germà més jove i confident Ngo Dinh Nhu, i la seva muller Madame Ngo Dinh Nhu. El general de brigada Nguyen Khanh, en aquella època cap de l'Estat Major de l'Exèrcit, s'enfilà sobre el mur del palau per arribar a Diem durant el setge. Khanh vivia en el centre de ciutat, a la vora del palau, i despertat pels trets, conduïa cap al focus de conflicte. Els conspiradors havien intentat posar-lo sota arrest domiciliari al començament del cop, però no eren inconscients que s'havia canviat de casa. Khanh es posava a coordinar els defensors lleialistes, junt amb Ky Quan Liem, el director representant de la Guàrdia Civil.
A trenc d'alba, els civils començaven a concentrar-se a l'exterior de les portes del palau, animant verbalment els rebels i agitant banderes que defensaven un canvi de règim. Ràdio Saigon anunciava que un "Consell Revolucionari" s'havia fet càrrec del govern del Vietnam del Sud. Diem semblava perdut, mentre que moltes tropes de l'exèrcit, estacionades a Saigon s'unien als insurgents. Segons Nguyen Thai Binh, un rival polític exiliat, "Diem estava perdut. Qualsevol altre s'hauria rendit." Tanmateix, els rebels dubtaven com decidien el seu pròxim moviment. Dong sentia que els rebels haurien d'aprofitar l'oportunitat d'assaltar el palau i capturar Diem. Thi, d'altra banda, estava preocupat que Diem fos mort en un atac. Thi sentia que malgrat els defectes de Diem, el president era el millor líder disponible del Vietnam Sud, i creia que la reforma reforçada produiria el millor resultat. Els rebels volien Nhu i la seva muller fora del govern, encara que estaven en desacord sobre si calia matar o bé deportar la parella.
.

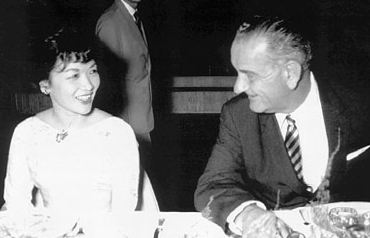
Els rebels demanen que es faci fora la Primera Dama, Madame Ngo Dinh Nhu (aquí a l'esquerra, amb Lyndon Johnson)

Thi demanava que Diem anomenés un apoderat com a primer ministre i que Diem fes fora Madame Ngo Dinh Nhu del palau. Ràdio Saigon emetia un discurs autoritzat pel Consell Revolucionari de Thi, on s'afirmava que Diem estava sent destituït perquè era corrupte i suprimia les llibertats. Preocupat per la revolta, Diem enviava el seu secretari privat Vo Van Hai per negociar amb els líders de cop. A la tarda, Khanh marxava del palau per trobar-se amb apoderats de rebels i negociar les seves demandes, que reiteraven. Els negociadors dels rebels eren Dong i el major Nguyen Huy Loi.
Els conspiradors van nomenar unilateralment el general de brigada Le Van Kim, cap de l'Acadèmia Militar Nacional Vietnamita, i de l'escola d'alts funcionaria Da Lat, com al seu nou primer ministre. Kim no era membre del Can Lao i posteriorment va ser posat sota arrest domiciliari quan Diem va recobrar el control. També suggerien que Diem nomenés el general Le Van Ty, cap de les forces armades, com a ministre de defensa. Diem preguntava a Ty, que havia estat posat sota arrest domiciliari pels conspiradors, si estava disposat, però l'oficial no ho estava.
Phan Quang Dan s'uní a la rebel·lió i feia de portaveu dels rebels. El crític polític més prominent de Diem, Dan havia estat desqualificat per l'elecció legislativa de 1959 després de guanyar el seu escó per una proporció de 6 a 1, malgrat que Diem no havia jugat net en el procés electoral. Declarava que hi havia hagut mala direcció política de la guerra contra el Vietcong i la negativa del govern a ampliar la seva base política com la raó per a la rebel·lió. Dan parlava en la Ràdio Vietnam i planejava una conferència de premsa durant la qual un paracaigudista rebel depenjava un retrat del president de la paret, l'estripava i li donava puntades de peu Mentrestant, Thuy començava a organitzar una coalició de partits polítics per l'època post-Diem. Ja havia alineat el VNQDD, Dai Viet, i l'Hoa Hao i moviments religiosos del Cao Dai, i estava buscant més col·laboradors.
Khanh retornà al palau i comunicà el resultat de la seva conversa al Ngos. Recomanava que Diem dimitís a causa de les demandes de les forces de rebels i els manifestants a fora del palau. Madame Nhu malparlava del fet que Diem acceptés un acord de participació de poder, afirmant que era el destí de Diem i la seva família salvar el país. La posició agressiva de Madame Nhu i les crides persistents perquè Khanh ataqués, impulsaven el general a amenaçar de marxar. Això forçava Diem a fer a callar la seva cunyada, i Khanh romangué amb el president.
Durant aquest impàs, Durbrow, ambivalentment, va afirmar "que considerem de vital importància per al Vietnam i per al Món Lliure que s'arribi ben aviat a un acord, a fi i efecte d'evitar una divisió continuada, que més endavant comportaria una carnisseria que resultaria falta per a la capacitat del Vietnam per resistir-se als comunistes." representants americans, en privat, recomanaven ambdós bàndols que arribessin a un acord pacífic per compartir poder.

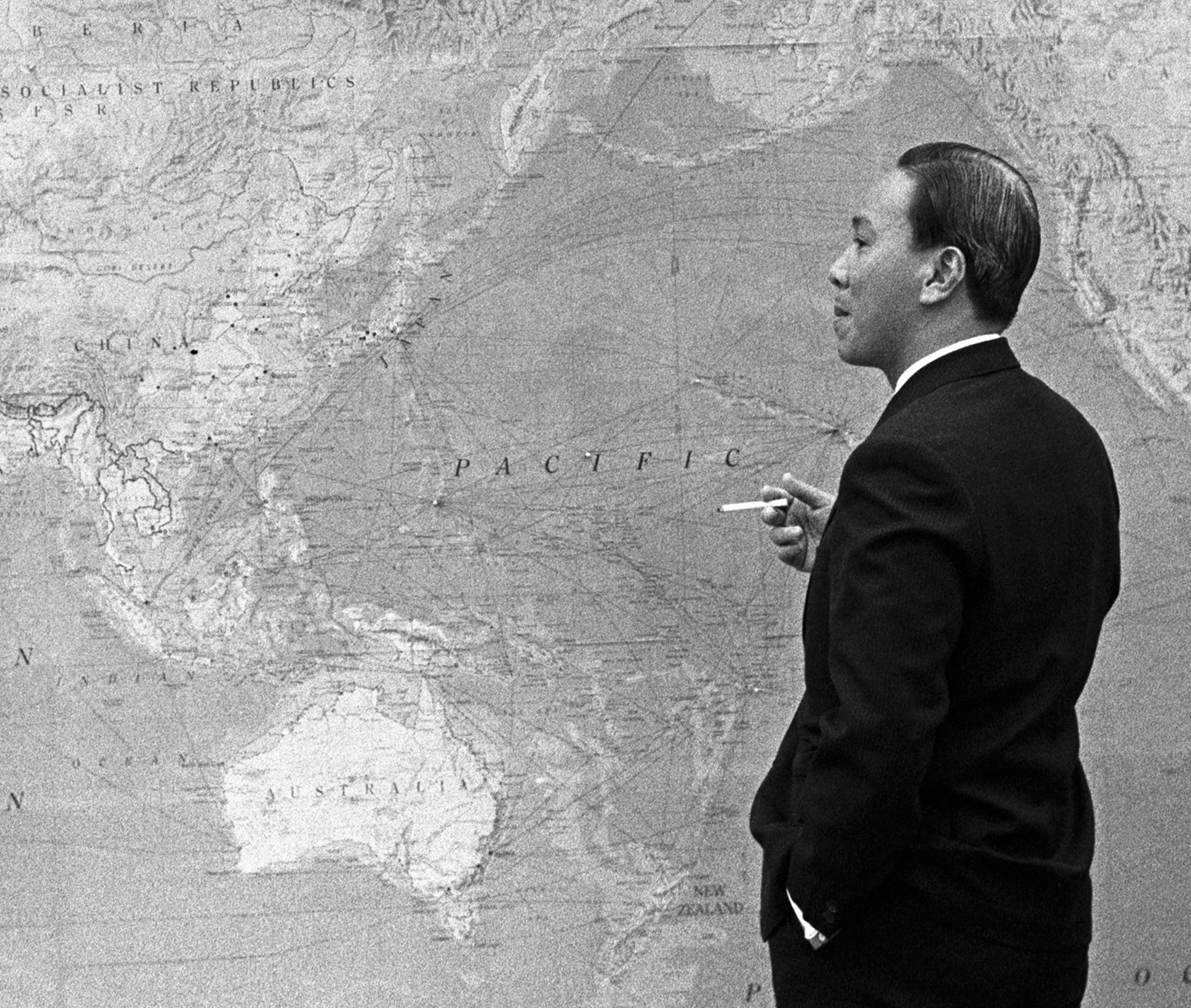
La Cinquena Divisió de Coronel Nguyen Van Thieu (a la foto) ajudà Diem a ser rescatat dels rebels.

Mentrestant, les negociacions donaven temps perquè els lleialistes entressin a Saigon i rescatessin el president. Khanh feia servir les línies de comunicació restants per enviar missatges a oficials superiors fora de Saigon. La Cinquena Divisió del coronel Nguyen Van Thieu, futur president, portava forces d'infanteria de Bien Hoa, una ciutat al nord de Saigon. La Setena Divisió del coronel Tran Thien Khiem introduïa tancs del Segon Batalló Blindat des de My Tho, una ciutat al sud de Saigon, en el delta del Mekong. Khanh també convencia Le Nguyen Khang, el cap en funcions del Cos de Marines de la República del Vietnam per enviar el 1r i 2n batallons. El secretari adjunt de Defensa, Nguyen Dinh Thuan, telefonava a Durbrow i parlava de l'impàs que era imminent entre els lleialistes que entraven i els rebels. Durbrow deia "Que espero que el Comitè Revolucionari i el President Diem es puguin reunir i acceptar cooperar, atès que una guerra civil només podria beneficiar als comunistes. Si un bàndol o l'altre han de fer algunes concessions, a fi i efecte d'arribar a un acord, crec que això seria desitjable per assegurar la unió contra els comunistes." Durbrow estava preocupat que si donava suport a una facció sobre una altra, i aquell grup era derrotat, als Estats Units se'ls imposaria un règim hostil.
Diem aconsellà a Khanh de continuar negociant amb els paracaigudistes i cercar un acostament. Després de consentir negociacions formals, les parts van acceptar un alto el foc. Mentrestant, les forces dels lleialistes es continuaven dirigint cap a la capital, mentre que els rebels afirmaven públicament a la ràdio que Diem s'havia rendit, en un intent aparent d'atreure més tropes a la seva causa. Diem prometia acabar censura de premsa, liberalitzar l'economia, i celebrar eleccions lliures i justes. Diem es negava a fer fora Nhu, però acceptava dissoldre el seu gabinet i formar un govern que acolliria el Consell Revolucionari. En les primeres hores de 12 de novembre, Diem gravava un discurs on detallava les concessions, que els rebels van emetre a Ràdio Saigon.
Quan el discurs s'estava emetent, dues divisions d'infanteria i tropes lleialistes s'aproparen al palau presidencial. Algunes de les unitats estacionades a Saigon, que s'havien unit a la rebel·lió notaven que Diem havia recobrat el poder i van canviar de bàndol per segona vegada en dos dies. Els paracaigudistes esdevingueren superats en nombre i foren forçats a retirar-se a posicions defensives al voltant de les seves casernes, que era un campament ad hoc que s'havia instal·lat en un parc públic aproximadament un quilòmetre més enllà. Després d'una batalla breu però violenta que va causar la mort d'unes 400 persones, l'intent de cop s'esclafava. Aquest nombre incloïa un nombre gran de civils, que havien estat participant en protestes anti-Diem a fora dels camps de palaus. Thi els exhortava a abatre els Ngo carregant contra el palau, i 13 foren abatuts pels soldats lleialistes mentre envaïen els voltants del palau. Els altres foren ràpidament dispersats.

## Seqüeles

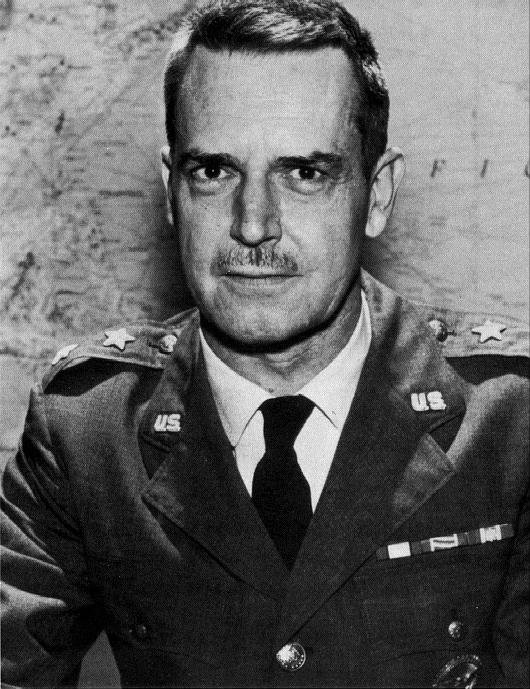
Coronel Lansdale (a la fotografia, amb l'uniforme de Major General), un agent de la CIA que va ajudar Diem en el passat, va ser cridat per substituir l'ambaixador dels Estats Units a Saigon.

Després del fracassat cop fracassat, Thi i uns quants altres oficials prominents, fugiren a Tan Son Nhut i pujaven a bord d'un C-47. Fugiren a Cambodja, on els donà asil el príncep Norodom Sihanouk. Diem renegà immediatament de les seves promeses, i començà a detenir desenes de crítics, incloent-hi uns quants anteriors ministres i alguns del Caravelle Group, d'un total de 18 que havien lliurat una petició on demanaven reformes. Una de les primeres ordres de Diem després de restablir-se al poder, va ser ordenar l'arrest de Dan, que fou empresonat i torturat.
Arran del cop fracassat, Diem culpà Durbrow d'una percebuda manca de suport dels Estats Units, mentre que el seu germà Nhu anava més enllà i acusava l'ambaixador de col·lusió amb els rebels. Durbrow negava això, dient que havia donat "suport a Diem al 100%". El maig de 1961, Nhu deia " El que menys es pot dir....és que el Departament d'Estat era neutral entre un govern amic i els rebles que intentaven humiliar aquell govern...i l'actitud oficial dels americans durant aquell cop no fou gens ni mica l'actitud que el President s'hauria esperat". Durbrow feia crides perquè Diem tractés els líders de rebels de manera indulgent, accentuant la necessitat que Diem "unifiqui tots els elements del país", però Diem s'oposava inflexiblement a això, responent de manera enfadada l'ambaixador.
L'establishment militar americà donava ple suport a Diem. El coronel Edward Lansdale, un agent de CIA que ajudava a atrinxerar Diem al poder el 1955, ridiculitzava els comentaris de Durbrow i demanava a l'Administració d'Eisenhower que cridés l'ambaixador. Lansdale deia que "és més que dubtós que l'Ambaixador Durbrow tingui encara alguna mena de crèdit. Diem ha de sentir que Durbrow estava amb els rebels emocionalment. Potser sent que els comentaris de Durbrow durant diversos mesos van ajudar a incitar la rebel·lió." El lloctinent General Lionel Mcgarr, el nou comandant del Grup consultiu d'ajuda militar, estaven d'acord amb Lansdale. McGarr havia estat en contacte tant amb el rebels com amb unitats dels lleialistes durant l'impàs i havia atribuït l'"acció coratjosa de Diem associada amb la lleialtat i adaptabilitat de comandants que porten tropes a Saigon" al fracàs del cop. McGarr va afirmar que "Diem ha emergit d'aquesta prova severa en posició de força més gran amb prova visible de suport sincer darrere ell tant de les forces armades com de la població civil." El general Lyman Lemnitzer, president de la Junta de caps de l'Estat Major, deia que "quan tens forces rebels que van contra tu, has d'actuar amb força i no refrenar els seus amics. El punt principal és que a vegades la carnisseria no es pot evitar i que els al poder han d'actuar decisivament."
Diem més tard va implicar dos americans, George Carver i Russ Miller com a persones involucrades en el complot. Els dos havien intervingut en l'intent de cop amb els oficials rebels. Durbrow els hauria enviat allà per estar al corrent de la situació, però Diem sentia que eren allà per fomentar la revolta. Més tard es va revelar que Carver tenia relacions amistoses amb els líders de cop i llavors va disposar que Thuy s'evacués del Vietnam del Sud quan els lleialistes aclaparaven els paracaigudistes. Els germans Ngo indicaren als americans que Carver hauria de ser deportat, i poc després, Carver rebia una sentència de mort. L'amenaça estava signada suposadament pels líders de cop, que estaven aparentment enfadats perquè Carver els havia abandonat i havia retirat el suport americà per a ells. Els americans pensaven que Nhu era el culpable genuí, però deien a la família Ngo que estaven traient Carver del país per a la seva pròpia seguretat, així permetien a totes les parts d'evitar la vergonya.
L'esquerda entre representants diplomàtics i militars americans al Vietnam del Sud començava a augmentar. Mentrestant, Durbrow continuava la seva política de pressionar Diem per liberalitzar el seu règim. Durbrow veia el cop com un senyal que Diem era impopular i que el president sud-vietnamita feia només canvis cosmètics, l'ambaixador informava Washington que potser caldria deposar Diem. Això es reflectia a l'Exèrcit de la República de Vietanam i Diem. Els paracaigudistes s'havien considerat com la més lleial de les unitats de l'ERVN, perquè Diem intensificava la seva política de promoció d'oficials per raons de fidelitat, més que no pas per la seva competència. Khiem esdevingué general i fou nomenat cap de l'Estat Major de l'Exèrcit. Els germans Ngo eren tan paranoics que sentien que Khanh era sospitós pel fet que havia travessat les línies de rebels massa fàcilment. L'acció de Khanh li va guanyar una reputació d'haver ajudat el president, però fou criticat més tard per un peu en els dos camps. Els crítics afirmaven que Khanh havia estat en bones relacions amb els rebels i va decidir de no rebel·larse quan era clar que Diem venceria. Khanh, més endavant, fou enviat a Tay Nguyen com a comandant del 2n Cos. El general Duong Van Minh, que no va arribar a defensar Diem durant el setge i en canvi va romandre a casa, fou degradat. Durant la rebel·lió, els conspiradors havien nominat Minh per convenir al seu Ministre de Defensa, però aquest ho rebutjà quan va contactar Diem amb ell, afirmant que lluita voluntàriament per Diem al camp de batalla, però no tenia cap mena d'interès en el camp de la política. Tanmateix, Minh no vingué a ajudar a Diem, i el president respongué assignant-lo al lloc d'Assessor Militar Presidencial, on no tenia cap influència o tropes per comandar, en el cas que la idea de cop creués alguna vegada la seva ment.

## Judici
El judici dels acusats d'implicació en el cop es va produir més de dos anys després, a mitjans de 1963. Diem planificava l'audiència enmig de la Crisi budista, un moviment que s'interpretava com un intent de dissuadir el populatxo de dissentir més. S'acusava dinou oficials i 34 civils de complicitat en el cop.
Els oficials de Diem donaren als americans un avís gens subtil per tal que s'abstinguessin d'interferir. El demandant oficial afirmava tenir documents que demostraven que un poder estranger es trobava darrere del fallit cop, però deia que no podria públicament anomenar la nació en qüestió. Més tard es va revelar que en diligències secretes va assenyalar dos americans: George Carver, un empleat de la Missió d'Operacions dels Estats Units (una missió econòmica) que posteriorment es va descobrir que era un agent de CIA, i Howard C. Elting, descrit com el cap de representants de la missió americana a Saigon.
Un dels civils prominents convocats per aparèixer abans del tribunal militar era un novel·lista conegut que escrivia sota el nom artístic de Nhat Linh. Era el líder del VNQDD Nguyen Tuong Tam, que havia estat el ministre d'afers estranger de Ho Chi Minh el 1946. Tam havia abandonat el seu lloc per conduir la delegació vietnamita a la Conferència De Fontainebleau i fer concessions a la Unió francesa. En el 30 mesos següents al fracassat cop, la policia no s'havia pres les declaracions de conspiració prou seriosament per arrestar Tam, però quan Tam s'assabentà del judici, se suïcidà ingerint cianur. Deixà una nota on deia "M'he volguit suïcidar com a advertiment a aquella gent que està trepitjant tota la llibertat", en clara referència a Thich Quang Duc. El suïcidi de Tam es rebia d'una manera mixta. Tot i que alguns sentien que protegia la tradició vietnamita de mort per damunt d'humiliació, alguns membres del VNQDD consideraven les accions de Tam com les d'un romàntic i sentimental.
El breu judici començà el 8 de juliol de 1963. Els set oficials i dos civils que havien fugit del país després del cop fracassat van ser declarats culpables i condemnats a mort in absentia. Cinc oficials foren absolts, mentre que la resta fou condemnat a penes de presó que oscil·laven entre cinc a deu anys. Un altre líder del VNQDD, Vu Hong Khanh, fou condemnat a sis anys de presó. L'anterior ministre de Diem Phan Khac Suu fou condemnat a vuit anys, principalment per ser un signatari del Grup Caravell que demanava a Diem que introduís reformes. Dan, el portaveu, fou condemnat a set anys. Catorze dels civils foren absolts, incloent-hi Tam.
Tanmateix, el temps efectiu de presó fou breu, atès que Diem va ser deposat i assassinat en un altre cop d'Estat el mateix 1963. El 8 de novembre, els adversaris polítics que s'havien empresonat a l'illa de Poulo Condore eren alliberats per la junta militar. Dan s'engarlandà i fou portat a oficina central militar, i el 10 de novembre, Suu fou alliberat, i una gran multitud a l'ajuntament li donà la benvinguda. Suu més tard serví com a president per un període breu i Dan com a primer ministre. Thi retornava al Vietnam del Sud i continuava el seu servei a l'ERVN.